# Trifurcula andalusica
Trifurcula andalusica là một loài bướm đêm thuộc họ Nepticulidae. Loài này có ở phần phía tây của Andalusia.
Sải cánh dài 4.6–5 mm.